# Herb powiatu chojnickiego
Herb powiatu chojnickiego – jeden z symboli powiatu chojnickiego, ustanowiony 19 czerwca 2000. 

## Wygląd i symbolika
Herb przedstawia na tarczy dwudzielnej w pas w polu górnym kolory złotego postać gryfa (symbolu Pomorza Gdańskiego), zwróconego w prawo. W polu dolnym na błękitnym tle widnieje czarna głowa tura ze złotym pierścieniem w nosie i takimi samymi rogami oraz kwiecie czerwonym na czubku tej głowy (symbol pochodzący z herbu Chojnic). 